# تیموتی لورنس
تیموتی جیمز همیلتون لورنس (انگلیسی: Timothy Laurence؛ زادهٔ ۱ مارس ۱۹۵۵) افسر بازنشسته نیروی دریایی سلطنتی بریتانیا و دومین همسر شاهدخت آن، تنها دختر الیزابت دوم و فیلیپ، است.
او همچنین نشان‌هایی همچون نشان سلطنتی ویکتوریایی و نشان حمام دریافت کرده‌است.